# 4234 Evtushenko
4234 Evtushenko (1978 JT1) là một tiểu hành tinh nằm phía ngoài của vành đai chính được phát hiện ngày 6 tháng 5 năm 1978 bởi N. S. Chernykh ở Nauchnyj.